# Uznimakhi
Uznimakhi (en rus: Узнимахи) és un poble de la república del Daguestan, a Rússia. Segons el cens del 2010 tenia 910 habitants.